# 新造職業技術學校
新造职业技术学校，又名新造职中，是中国广东省的一所国家级重点职业中学，位于广州市番禺区新造镇，于1962年在番禺县新造乡创立。

## 历史
创立初期，该校只是一座“初级中学”，直至1983年才获改制为“职业高级中学”。并于2000年获教育部评为“全国重点职业学校”。
2024年，学校被列入广州市首批综合高中试点名单。综合高中班学生具有普通高中学籍，高一同时学习普通高中的9门高考课程和职业课程；高二可选择普通高中方向并参加高考，亦可转回职业教育方向。